# Margot Berger (Schauspielerin)
Margot Berger (* 11. Dezember 1911; † 6. Dezember 1997) war eine deutsche Schauspielerin.

## Leben
Margot Berger stand 1944 auf der Gottbegnadeten-Liste des Reichsministeriums für Volksaufklärung und Propaganda.
Sie war mit dem Schauspieler Anton Reimer verheiratet. Fünf Tage vor ihrem 86. Geburtstag starb sie. Die Grabstätte der Eheleute befindet sich auf dem Münchner Friedhof Haidhausen.

## Filmografie (Auswahl)
- 1941: Der verkaufte Großvater
- 1941: Die Erbin vom Rosenhof
- 1941: Der scheinheilige Florian
- 1942: Der Hochtourist
- 1942: Peterle
- 1942: Kleine Residenz
- 1944: Ich bitte um Vollmacht
- 1944: Die heimlichen Bräute